# Resolució 1426 del Consell de Seguretat de les Nacions Unides
La Resolució 1426 del Consell de Seguretat de les Nacions Unides va ser aprovada sense votació el 24 de juliol de 2002, després d'haver examinat la petició de Suïssa per poder ser membre de les Nacions Unides. En aquesta resolució, el Consell va recomanar a l'Assemblea General l'acceptació de Suïssa com a membre.
En un referèndum realitzat al març de 2002, el 54,6% dels votants suïssos van donar suport al pla del govern per realitzar la petició de membre de les Nacions Unides. Més tad l'Assemblea General va admetre Suïssa com a membre de les Nacions Unides el 10 de setembre de 2002 sota la Resolució 57/1.